# Лида Баарова
Лида Баарова (на чешки: Lída Baarová) е чехословашка актриса и любовница на Йозеф Гьобелс.

## Биография
Лида Баарова е родена на 3 септември 1914 г. като Людмила Бабкова. Учи актьорско майсторство в Пражката консерватория, а първата ѝ роля в чешки филм е едва на 17 години. Майка ѝ се появява в няколко театрални пиеси, а по-малката ѝ сестра Зорка Яну също е филмова актриса. След като е открита от търсач на таланти за немски филмови студия Баарова напуска Прага в посока Берлин.
В Берлин тя се запознава с немския актьор Густав Фрьолих и участва в няколко филма заедно с него. През 1935 г. след успешно представяне в немския филм Barcarole, Баарова получава няколко предложения за работа от Холивудски студия. Тя отказва предложенията, но по-късно съжалява за това като казва на биографа си Йозеф Скворецки: „Можех да съм известна като Марлене Дитрих“.
След женитбата си с Фрьолих, двамата се премества на остров Шваненвердер в покрайнините на Берлин, където тяхната къща на улица „Карл Маркс“ (по-късно наречена така) е близо до резиденцията на Йозеф Гьобелс, която се намира на ул. Инсел 8. Гьобелс е министър на пропагандата в нацисткото правителство на Адолф Хитлер и има решаващ глас в немската филмова продукция. През 1936 г. Баарова се среща с Гьобелс, докато работи за немското филмово студио УФА.
Постепенно Баарова и Гьобелс се сближават, а тяхната връзка трае над 2 години. Любовните им отношения предизвикват сериозни усложнения между Гьобелс и съпругата му Магда. Магда Гьобелс накрая моли Хитлер за разрешение да се разведе със съпруга си. На 16 август 1938 г. Хитлер се намесва и полицейският началник на Берлин граф Волф-Хайнрих фон Хелдорф казва на Баарова, че по директната заповед на Хитлер тя трябва да прекрати отношенията си с Гьобелс и да напусне Германия.
Филмът от 1938 г. с нейно участие Пруска любовна история, който показва любовните отношения между Вилхелм I и Елиса Радзивил е забранен. Баарова заминава за Прага през 1939 г., а пред 1942 г. се установява в Италия. Там играе във филми като Grazia (1943), La Fornarina (1944), Vivere ancora (1945) и други.
След като Съюзниците окупират Италия тя се завръща в Прага, където излиза с един от немските филмови идоли Ханс Алберс. През април 1945 г. Баарова заминава за Германия, за да се присъедини към Алберс в неговата вила в провинцията на езерото Старнберг. По пътя обаче е арестувана от американската военна полиция и вкарана в затвора в Мюнхен, откъдето после е екстрадирана в Чехословакия.

### Следвоенни години
В Чехословакия Баарова е разследвана за сътрудничество с немците по време на войната. Освободена е след 18 месеца в следствието поради липса на доказателства. Докато е в следствието често е посещавана от Ян Копецки и други, които я харесват. Копецки е близък роднина на известен политик от Чехословакия и се надява да уреди освобождаването на Баарова. Това не се случва поради неодобрението на роднината на Копецки и самия Ян е преследван на свой ред. Двамата емигрират от страната през 1948 г. Те се женят на 27 юли 1947 г. и по време на бягството си са двойка.
В Австрия Лида прави опит да се върне към филмовата си кариера, но актьора Антон Уолбрук се отказва от филми, в който тя участва. За да избегне негативните медийни отзиви тя заминава за Аржентина, където живее в голяма бедност. По-късно решава да се завърне в Италия, но мъжа ѝ остава в Аржентина. Те се развеждат през 1956 г. В Италия тя се появява в няколко филма, включително и във филма на Федерико Фелини I Vitelloni (1953), където играе ролята на жената на богат търговец. През 1958 г. се установява в Залцбург, където играе в театъра. През 1969 г. се омъжва за лекаря Курт Лундвал.

## След падането на комунизма
През 90-те години Баарова се появява отново на културната сцена на Чехия. Тя публикува автобиографията си и филм. През 1995 г. се появяват нейните „Горчиво-сладки спомени“, а през 1996 г. тя печели наградата на Арт филм фестивала в Тренчанске Теплице, Словакия.
Баарова страда от болестта на Паркинсон и умира на 27 октомври 2000 г. в Залцбург, където живее от наследството на втория си съпруг Курт Лундвал. Нейната пепел е погребана в гробището Страшнице в Прага, където лежат родителите ѝ и сестра ѝ Зорка Яну.

## Филмография
- Obraceni Ferdyše Pištory (Обръщането на Фред Пищора, 1931)
- Kariéra Pavla Čamrdy (Кариерата на Павер Чамрда, 1931)
- Zapadlí vlastenci (Забравени патриоти, 1932)
- Lelíček ve službách Sherlocka Holmese (Леличек в служба на Шерлок Холмс, 1932)
- Šenkýřka u divoké krásky (Сервитьорка в бар „Дивата красавица“, 1932)
- Růžové kombiné (1932)
- Malostranští mušketýři (Пражките мускетари, 1932)
- Funebrák (Гробарят, 1932)
- Jsem děvče s čertem v těle (Страхливи момичета, 1933)
- Madla z cihelny (Дъщерята на тухларя, 1933)
- Okénko (Прозорецът, 1933)
- Sedmá velmoc (Седмата суперсила, 1933)
- Její lékař (Лекарят, 1933)
- Pokušení paní Antonie (Изкушението на Антония, 1934)
- Pán na roztrhání (1934)
- Na růžích ustláno (Лесен живот, 1934)
- Zlatá Kateřina (Златната Катерина, 1934)
- Dokud máš maminku (Докато майка ти е жива, 1934)
- Grandhotel Nevada (1934)
- Einer zuviel an Bord (Петдесетото колело, 1935)
- Leutnant Bobby, der Teufelskerl (Лейтенант Боби, смелчагата, 1935)
- Barcarole (Barcarolle, 1935)
- Verräter (Предателят, 1936)
- Die Stunde der Versuchung (Часът на изкушението, 1936)
- Švadlenka (Шивачката, 1936)
- Komediantská princezna (Принцесата-комедиант, 1936)
- Patrioten (Патриоти, 1937)
- Lidé na kře (Хората от плаващия лес, 1937)
- Panenství (Девственост, 1937)
- Die Fledermaus (1937)
- Der Spieler (Комарджията, 1938)
- Пруска любовна история (1938) (Забранен е от цензорите поради отношенията с Гьобелст, излиза по кината през 1950 г.
- Maskovaná milenka (Маскирания любовник, 1939)
- Ohnivé léto (Fiery Summer, 1939)
- Artur a Leontýna (Артур и Леонтина, 1940)
- Život je krásný (Животът е красив, 1940)
- Dívka v modrém (Момичето в синьо, 1940)
- Za tichých nocí (In the Still of the Night, 1941)
- Paličova dcera (Дъщерята на подпалвача, 1941)
- Turbina (Турбина, 1941)
- Grazia (Грация, 1943)
- Ti conosco, mascherina! (Маскирано момиче, разпознато!, 1943)
- La Fornarina (1944)
- Il Cappello da prete (Шапката на свещеника, 1944)
- L'Ippocampo (The Sea-Horse, 1944)
- Vivere ancora (Все още жива, 1944)
- La sua strada (1946)
- La bisarca (1950)
- Gli amanti di Ravello (Любовниците на Равело, 1950)
- Carne inquieta (Restless, 1952)
- La vendetta di una pazza (Отмъщението на лудото момиче, 1952)
- I Vitelloni (1953)
- Gli innocenti pagano (Каква е цената на невиността? 1953)
- Pietà per chi cade (Състрадание, 1954)
- Miedo (The Fear, 1956)
- La Mestiza (The Mestiza, 1956)
- Viaje de novios (Меден месец, 1956)
- We're All Necessary (1956)
- Rapsodia de sangre (Екстаз, 1957)
- El batallón de las sombras (Батальонът в сенките, 1957)
- Retorno a la verdad (Истината ще ви направи свободни, 1957)
- Il cielo brucia (Небето гори, 1958)
- Života sladké hořkosti Lídy Baarové (Сладко-горчивите спомени на Лида Баарова, 1995)